# Nottingham Open 1997 - Qualificazioni doppio
Le qualificazioni del doppio  del Nottingham Open 1997 sono state un torneo di tennis preliminare per accedere alla fase finale della manifestazione. I vincitori dell'ultimo turno sono entrati di diritto nel tabellone principale. In caso di ritiro di uno o più giocatori aventi diritto a questi sono subentrati i lucky loser, ossia i giocatori che hanno perso nell'ultimo turno ma che avevano una classifica più alta rispetto agli altri partecipanti che avevano comunque perso nel turno finale.
Le qualificazioni del doppio del torneo Nottingham Open 1997 prevedevano 4 coppie partecipanti di cui una è entrata nel tabellone principale.

## Teste di serie
1. Marcos Ondruska /  Grant Stafford (Qualificati)

1. Kent Kinnear /  Aleksandar Kitinov (primo turno)

## Qualificati
1. Marcos Ondruska  /   Grant Stafford

## Tabellone

### Legenda
| - Q = Qualificato - WC = Wild card - LL = Lucky loser | - ALT = Alternate - SE = Special Exempt - PR = Protected Ranking | - w/o = Walkover - r = Ritirato - d = Squalificato |

|  | Primo turno | Primo turno                     | Primo turno                     | Primo turno | Primo turno |  |  | Ultimo turno | Ultimo turno                   | Ultimo turno | Ultimo turno | Ultimo turno |  |
|  |             |                                 |                                 |             |             |  |  |              |                                |              |              |              |  |
|  | 1           | Marcos Ondruska Grant Stafford  | Marcos Ondruska Grant Stafford  | 6           | 6           |  |  |              |                                |              |              |              |  |
|  |             | Doug Flach Greg Van Emburgh     | Doug Flach Greg Van Emburgh     | 3           | 4           |  |  | 1            | Marcos Ondruska Grant Stafford | 7            | 5            | 6            |  |
|  |             | Jamie Delgado Martin Lee        | Jamie Delgado Martin Lee        | 7           | 6           |  |  |              | Jamie Delgado Martin Lee       | 5            | 7            | 2            |  |
|  | 2           | Kent Kinnear Aleksandar Kitinov | Kent Kinnear Aleksandar Kitinov | 6           | 4           |  |  |              |                                |              |              |              |  |